# Potamodytes subrotundatus
Potamodytes subrotundatus là một loài bọ cánh cứng trong họ Elmidae. Loài này được Pic miêu tả khoa học năm 1939.